# گمینا گنگزنو
گمینا گنگزنو (به لهستانی:  Gmina Gniezno) یک گمینا در لهستان است که در شهرستان گنگزنو واقع شده‌است. گمینا گنگزنو ۱۷۷٫۹۹ کیلومتر مربع مساحت و ۱۰٬۵۸۴ نفر جمعیت دارد.